# Moustache (Little Big e Netta Barzilai)
Moustache è un singolo del gruppo musicale russo Little Big e della cantante israeliana Netta Barzilai, pubblicato il 6 agosto 2021.

## Video musicale
Il video è stato rilasciato il 6 agosto 2021 sul canale YouTube della band. Il videoclip si svolge su una spiaggia di un mondo surreale in cui le donne baffute sono considerate il massimo dell'estetica femminile. Durante il video Netta Barzilai e Sof'ja Tajurskaja deluse dai loro baffi decidono di rasare quelli della vincitrice della "gara dei migliori baffi", venendo tuttavia scoperte da Ilj'a Prusikin, il bagnino.

## Tracce
Testi di Ilj'a Prusikin, Netta Barzilai e Avshalom Ariel, musiche di Ljubim Chomčuk e Viktor Sibrinin.
1. Moustache – 2:46